# Normandia (geslacht)
Normandia is een geslacht van kevers uit de familie beekkevers (Elmidae). De wetenschappelijke naam van het geslacht werd in 1900 gepubliceerd door Maurice Pic. Hij vernoemde het geslacht naar de legerarts en entomoloog Henry Normand, die in Tunesië enkele exemplaren verzamelde van Normandia villosocostata, de enige soort die Pic in het geslacht plaatste. De variëteit robustior, die hij in dezelfde publicatie zijn naam gaf, werd later opgewaardeerd tot soort.

## Soorten
- Normandia nitens (P.W.J. Müller, 1817)
- Normandia robustior Pic, 1900
- Normandia sodalis (Erichson, 1847)
- Normandia substriata (Grouvelle, 1889)
- Normandia villosocostata (Reiche, 1879)